# 세이브 (스포츠 용어)

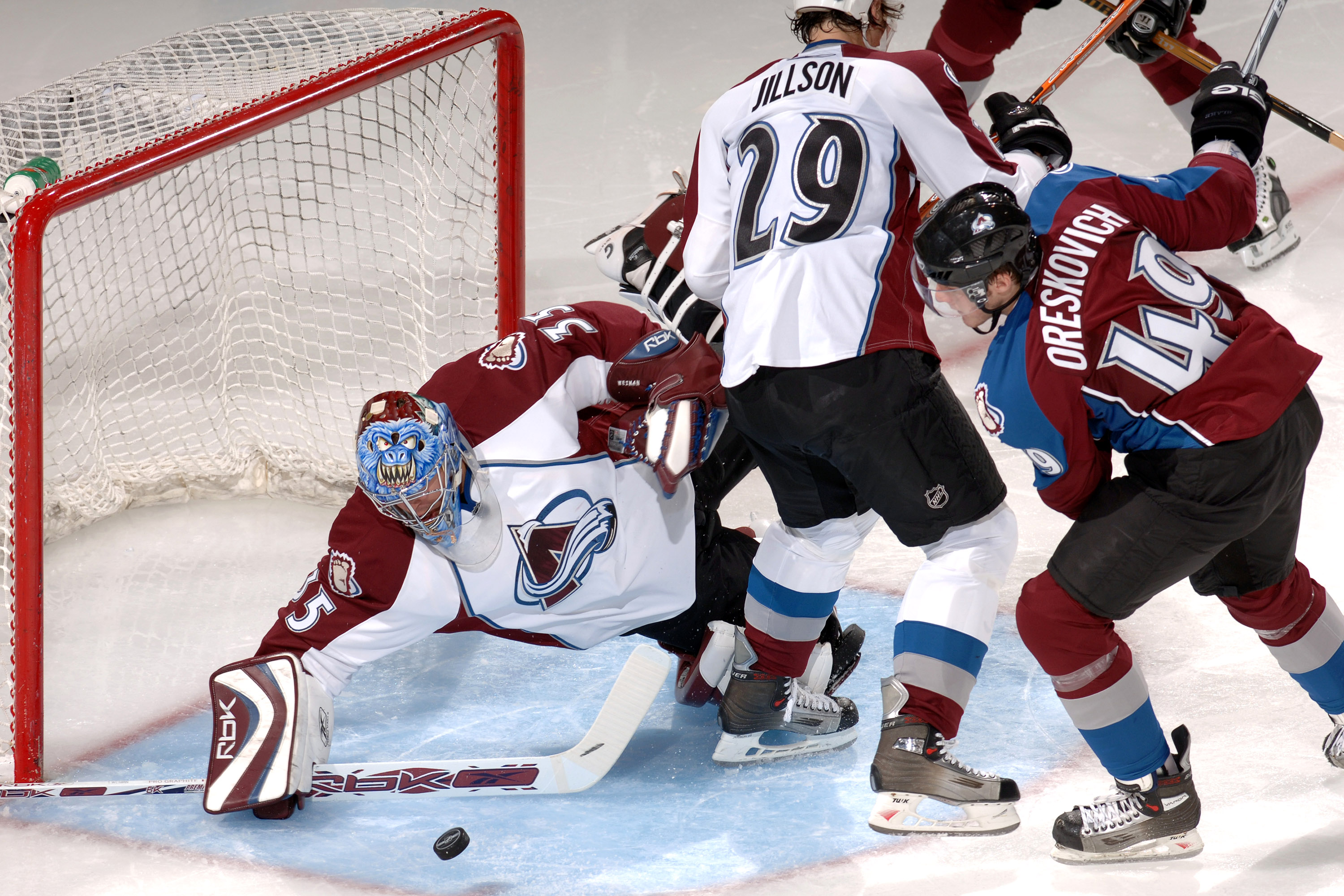
타일러 와이먼이 콜로라도 애벌랜치에서 스틱 세이브를 하고 있다.

세이브(save)는 운동 경기에서 골키퍼가 골대나 네트를 지키며, 상대 선수가 골을 넣는 것을 막는 행위이다. 이러한 운동 경기는 축구, 아이스하키, 라크로스, 핸드볼 등이 있다.
축구에서 골키퍼가 경기에서 골을 내주지 않으면, 무실점했다고 말한다. 한 시즌이나 토너먼트를 하는 동안 무실점을 가장 많이 한 골키퍼에게 프리미어리그 골든 글러브 등 과 같은 상을 수여한다.

## 같이 보기
- 골키퍼